# القرش القطي الأطلسي
القرش القطي الأطلسي هو نوع غير معروف من أسماك القرش القطية، والتي توجد في منطقة صغيرة من شمال شرق المحيط الأطلسي، وتتركز في مضيق جبل طارق وبحر البوران، كما توجد في الجزء السفلي من المنحدر القاري أو بالقرب منه، ويعيش معظمها على أعماق تتراوح ما بين 400-600 متر (1300-2000 قدم).
يشبه هذا النوع من الأسماك أسماك القرش إلى حد كبير، وكان يُعتقد أنه من نفس نوع سمك القرش الأسود فكلاهما له جسم نحيف يتميز بوجود سلسلة من السروج الداكنة والبقع على طول الظهر والذيل، كما أن له قمة بارزة من الأسنان الجلدية المتضخمة على طول الحافة الظهرية للزعنفة الذيلية، ولكنه يختلف عنه في طول الخطم وعمق السويقة الذيلية ولون الأخاديد الموجودة عند زاوية الفم.
يكون نمط التكاثر في هذا النوع من الأسماك بيوضي حيث تبيض إناث أسماك القرش الأطلسية منشارية الذيل وتحمل عدة بيضات ناضجة في وقت واحد، ويحدث التزاوج والتفريخ على مدار السنة.
يتم اصطياد هذا النوع عرضيًا عن طريق مصايد الأسماك التجارية في المياه العميقة في جميع أنحاء نطاقه. لا توجد دراسات مؤكدة حتى الآن بشأن تأثير ضغط الصيد على أعداد سمك القرش القطي الأطلسي، ولكن نظرًا لتوزيعه المحدود، فقد صنفه الاتحاد الدولي للحفاظ على الطبيعة (IUCN) باعتباره يوشك أن يكون مهددا بالانقراض.

## الوصف
كان عالم الطبيعة الفرنسي ليون لويس فيلان هو أول من وصف سمك القرش القطي منشاري الذيل في عام 1888 بناءًا على عينة تم اصطيادها على عمق 540 مترًا (1,770 قدمًا) قبالة كيب سبارتيل في شمال غربي المغرب. كان يُعتقد منذ فترة طويلة أن هذا النوع هو من نفس نوع القرش الأسود، والذي يتشابه معه إلى حد كبير إلى أن قام رامون مونوز شابولي بالتفريق بينهما في عام 1985، ثم جاءت دراسات كاستيلهو وزملاؤه في عام 2007 لتؤكد الاختلافات بين كلا النوعين باستخدام بيانات الحمض النووي المورفومتري والميتوكوندريا.

## التوزيع في نطاق التواجد
عُثر على سمك القرش القطي الأطلسي ذيلي المنشار الأطلسي في مضيق جبل طارق في جنوبي غرب البرتغال، وكذلك في بحر البوران في جنوبي غرب إسبانيا، حيث يتواجد بكثرة في وسط بحر البوران وحول جزيرة البوران، كما شوهد هذا النوع عدة مرات قبالة سواحل المغرب ومرة واحدة قبالة سواحل موريتانيا. قُدّر النطاق الإجمالي لتواجد هذه الأسمالك ليشمل مساحة 50,000 كيلومتر مربع (19,000 ميل مربع) مقسمة بالتساوي بين شمالي شرق المحيط الأطلسي وغرب البحر الأبيض المتوسط.
يعيش سمك القرش قاع البحار في الطبيعة عند المنحدر القاري على عمق يتراوح ما بين 330-790 مترًا (1,080-2,590 قدمًا)، وهو النوع الأكثر شيوعًا منها، وقد تعيش أنواع أخرى على أعماق تتراوح ما بين 400 و600 متر (1300 و 2000 قدم). كما يوجد نوع مُسجل وحيد يعيش على عمق ضحل يزيد عن 50 مترًا (160 قدمًا). لا يُظهر هذا النوع فصلًا مكانيًا حسب الجنس أو الحجم، ولا يقوم بهجرات موسمية.